# هوخفيلدن
هوخفيلدن (بالألمانية: Hochfelden) هي إحدى بلديات مقاطعة بولاخ في كانتون زيورخ في سويسرا. تبلغ مساحتها 6.16 كيلومتر مربع، ويقدر عدد سكانها بـ 1934 نسمة (حسب تعداد ديسمبر 2017).